# زیردریایی یو-۲۷۵
زیردریایی یو-۲۷۵ (به انگلیسی: German submarine U-275) یک زیردریایی بود که طول آن ۶۷٫۱ متر (۲۲۰ فوت ۲ اینچ) بود. این زیردریایی در سال ۱۹۴۲ ساخته شد.